# Aitor Osorio
Aitor Osorio (ur. 31 października 1975) – andorski pływak, olimpijczyk. Wystąpił na igrzyskach olimpijskich w 1996 roku, w Atlancie. Nie zdobył żadnego medalu.

## Letnie Igrzyska Olimpijskie 1996 w Atlancie
| Konkurencja            | Eliminacje | Eliminacje | Ćwierćfinały          | Ćwierćfinały          | Półfinały             | Półfinały             | Finał                 | Finał                 |
| Konkurencja            | Czas       | Miejsce    | Czas                  | Miejsce               | Czas                  | Miejsce               | Czas                  | Miejsce               |
| ---------------------- | ---------- | ---------- | --------------------- | --------------------- | --------------------- | --------------------- | --------------------- | --------------------- |
| 200m stylem motylkowym | 2:12,59    | 42.        | → Nie awansował dalej | → Nie awansował dalej | → Nie awansował dalej | → Nie awansował dalej | → Nie awansował dalej | → Nie awansował dalej |